# إعطاء أنفي

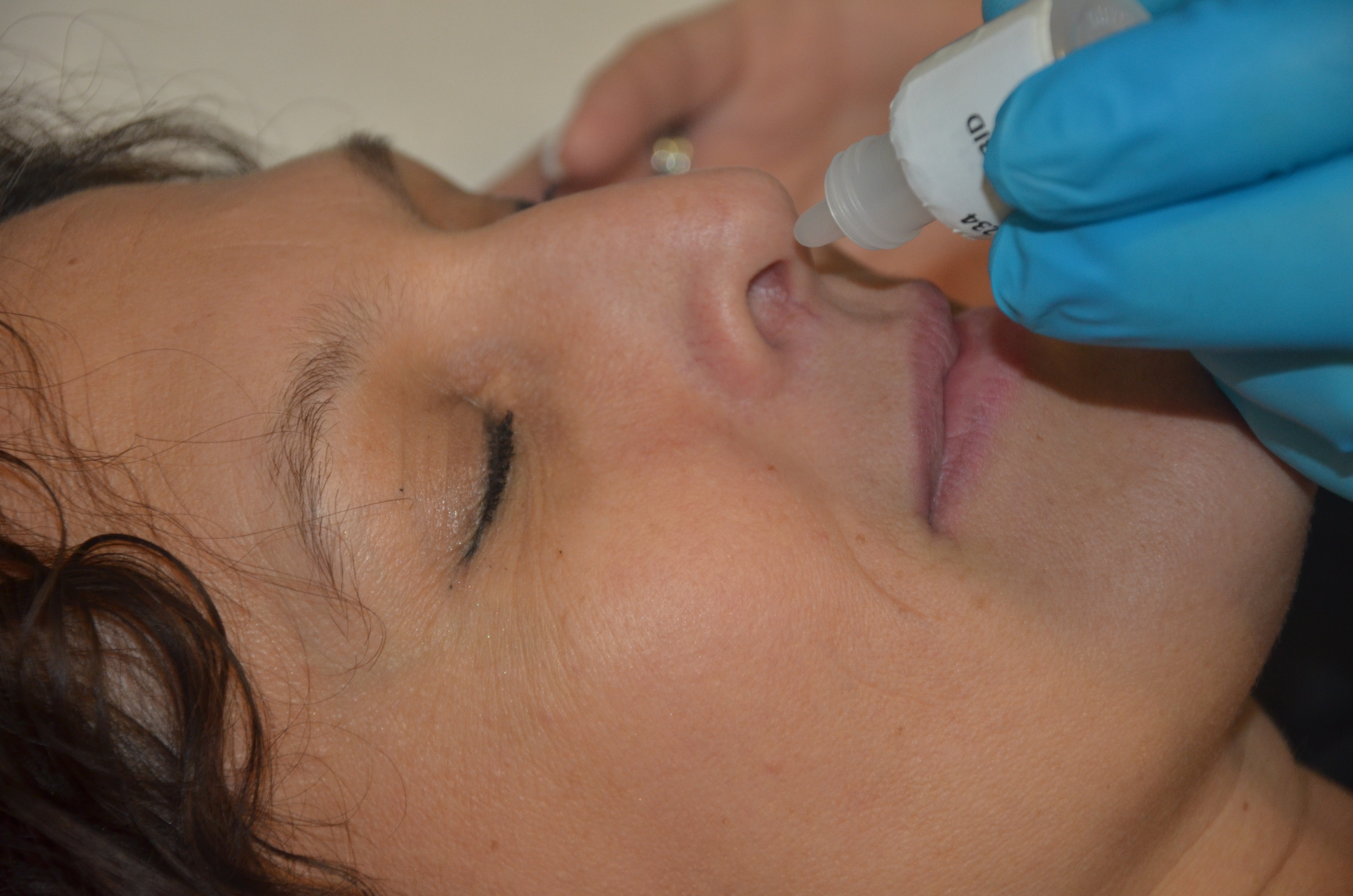
أخصائي طبي يضع قطرات أنفية في أنف المراجعة.

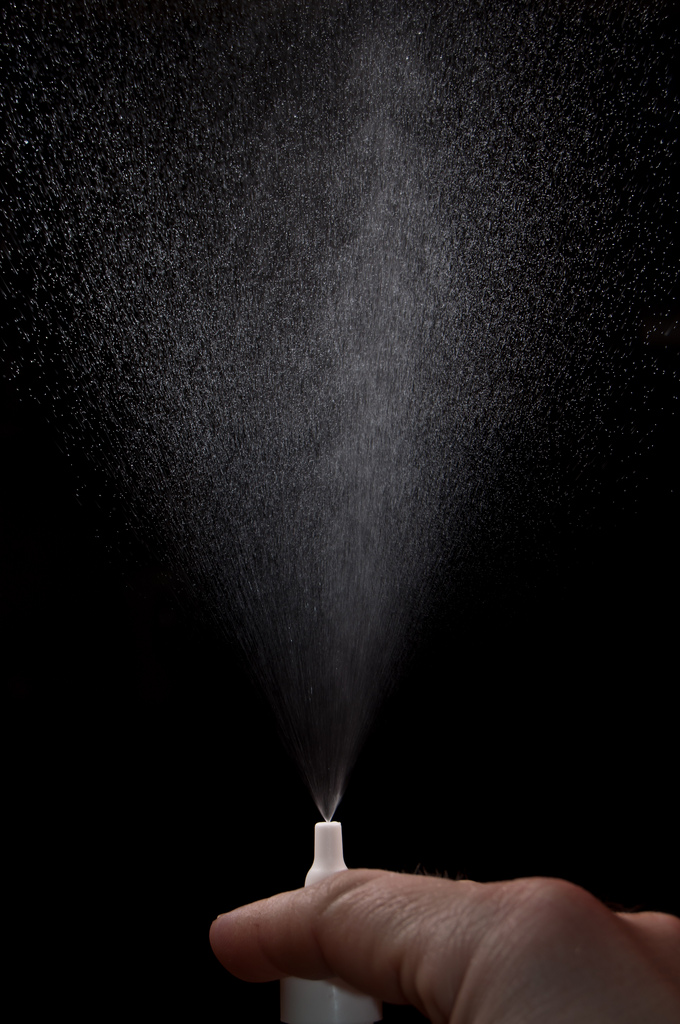
في الصورة، يظهر كيف يُضغط على الجزء الأسفل من وعاء بخاخ الأنف لبخ الدواء.

إعطاء أنفي أو التعاطي الأنفي أو إعطاء الدواء عن طريق الأنف؛ هي إحدى طرق إعطاء الدواء، حيث تستنشق عبرها الأدوية من خلال الأنف. تتنوع أشكال إعطاء الدواء عبر الأنف، إذ من الممكن أن يكون الدواء موضعيًا أو جهازيًا، وبناء على ذلك تختلف كذلك تأثيراته بين موضعية أو جهازية. تعد مزيلات الاحتقان لعلاج البرد والحساسية من أشهر الأدوية التي تعطى عبر بخاخات الأنف، والتي تكون ذات آثار جهازية ضئيلة في العادة، وفي المقابل يمكن ذكر بخاخات الصداع النصفي وعلاجات الإنقاذ لحالات النوبات الطارئة ومعالجة النيكوتين بالإعاضة والعلاج بالهرمونات ضمن البخاخات المؤثرة جهازيًا.

## المزايا
تتميز تأثيرات الإعطاء الأنفي بسرعة وصول الدواء، ذلك أن تجويف الأنف مغطى بغشاء مخاطي رقيق موصول بإحكام بالأوعية الدموية، لذلك، يمكن نقل جزيء الدواء بسرعة عبر طبقة الخلايا الظهارية المفردة مباشرة إلى الدورة الدموية الجهازية دون أيض المرور الأولي المعوي والكبدي. غالبًا ما تظهر تأثيرات الجزيئات الصغيرة للدواء البخاخي في غضون خمس دقائق، لذلك يمكن استخدام الإعطاء الأنفي بوصفهِ بديلًا للإعطاء الفموي، وذلك عن طريق سحق أو طحن الأقراص أو الكبسولات واستنشاق المسحوق الناتج عنها، مما يتصيح الوصول سريعًا للتأثيرات الدوائية للعلاج. إذا كان التأثير السريع مطلوبًا أو إذا كان الدواء متحللًا بشكل كبير في الأمعاء أو الكبد، يمكن أيضًا إعطاء الأدوية التي يتم امتصاصها بشكل سيئ عن طريق الفم عن طريق هذا الطريق.

## المضار
قد تكون الأدوية الدائمة والمتكررة التي يجب على المريض أخذها مدى الحياة غير ملاءمة للإعطاء الأنفي بسبب الآثار الضارة طويلة المدى التي على ظهارة الأنف.

## معرض صور

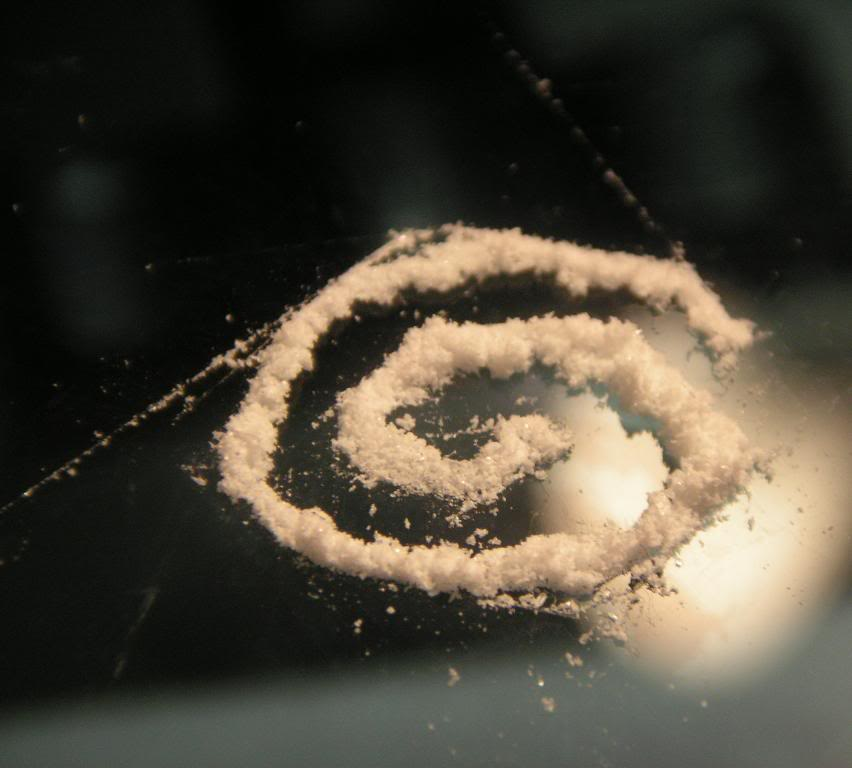
تحضير الكيتامين بشكل حلزوني قبل شمِّه، ويُعدُّ هذا الأسلوب شائعًا للتعاطي الشخصي لبعض العقاقير أو المواد الترويحية.